# Bulbophyllum inquirendum
Bulbophyllum inquirendum là một loài phong lan thuộc chi Bulbophyllum.